# Réservoir de Aavoja
Le réservoir de Aavoja (en estonien : Aavoja veehoidla) ou réservoir de Ülejõe (en estonien : Ülejõe veehoidla)  est un lac artificiel dans le comté de Harju en Estonie,,.

## Géographie
Le réservoir est situé dans le village d'Ülejõe de la commune d'Anija.
La superficie du réservoir est de 16,9 hectares, sa profondeur moyenne est de 1,6 mètres et sa profondeur maximale est de 4,0 mètres,.
Sa longueur est de 1 580 mètres et celle de son rivage de 5 520 mètres.
Sa capacité de 410 000 m3.
Le réservoir fait partie du Système d'approvisionnement en eau de Tallinn et est relié aux rivières Jägala, Pirita et Soodla par des canaux.